# رادنی سوهر
رادنی سوهر (انگلیسی: Rodney Soher; ۲۷ نوامبر ۱۸۹۳ – ۲۵ ژانویهٔ ۱۹۸۳)از برندگان مدال‌های بازی‌های المپیک اهل بریتانیا بود.